# Долишнее (Моршинская городская община)
Долишнее (укр. Долішнє) — село в Моршинской городской общине Стрыйского района Львовской области Украины.
Население по переписи 2022 года составляло 504 человека. Занимает площадь 6,8 км². Почтовый индекс — 82480. Телефонный код — 3245.

## История
В 1946 году указом ПВС УССР село Нинов-Долишный переименовано в Долишнее.